# Olga Iegórova
Olga Nikolàievna Iegórova (rus i txuvaix: Ольга Николаевна Егорова) (Śĕnĕ Şupaşkar, Txuvàixia, 28 de març de 1972) és una atleta russa, especialista en el fons i mig fons, en què ha aconseguit ser campiona mundial el 2001 en la prova de 5.000 m. i subcampiona mundial el 2005 en la de 1.500 m.

## Carrera esportiva
Va ser campiona de Rússia en els 5.000 metres el 1998 i 1999 i campiona d'Europa en aquesta distància el 2000. Al Mundial d'Edmonton 2001 va guanyar la medalla d'or en els 5.000. Al Campionat del Món d'atletisme en pista coberta de 2001 a Lisboa va guanyar la medalla d'or en els 3.000. Al Mundial de Hèlsinki 2005 va guanyar la medalla de plata en els 1.500 metres, fent un temps de 4:01.46 segons, quedant per darrere de la seva compatriota russa Tatiana Tomàixova i per davant de la francesa Bouchra Ghezielle.
Iegórova va ser una dels set atletes russos suspesos per dopatge abans dels Jocs Olímpics de Pequín de 2008. El 20 d'octubre de 2008, es va anunciar que seria sancionada, juntament amb sis atletes russos més, amb dos anys de suspensió per manipulació de mostres.